# Europæisk malle
Den europæiske malle (Silurus glanis) (eng. Wels Catfish) er en malle, som kan blive mindst 60 år, op til 3 meter lang, og kan veje 150 kg (historisk måske helt op til 4,5 meter og 300 kg, hvilket dog ikke er veldokumenteret). Dette gør den til en af de største ferskvandsfisk, og den største i Europa der kun forekommer i ferskvand (stør lever både i fersk- og saltvand). Mallen kan have mange farver, men almindeligvis er den mørkt grålig til olivengrøn, evt. med rødlige toner, på oversiden og hvidlig på undersiden. Den europæiske malle er et glubsk rovdyr, der spiser alt den kan gabe over, inklusiv fisk, krebsdyr, mindre pattedyr (f.x. mosegrise), og fugle (typisk ænder og ællinger, men også andre arter). Den er mest et natdyr.

## I Danmark
Mens den europæiske malle er almindelig i det vestlige Asien og store dele af Europa, er den sjælden i de nordlige, koldere dele. I Danmark, som er nær dens nordlige udbredelsesgrænse, er den europæiske malle sandsynligvis uddød, og i de Nordiske lande har kun det sydlige Sverige stadig en lille naturlig population af arten. Det er den eneste malle-art, der naturligt har været i Danmark, men brun dværgmalle (Ameiurus nebulosu), en invasiv art fra Nordamerika, er siden introduceret til Danmark, formodentlig fra akvarier eller havedamme.
I stenalderen, hvor klimaet var forholdsvis varmt (det såkaldte Holocæne optimum), var den europæiske malle almindelig i Danmark og blev ofte fanget og spist, men under den efterfølgende køligere periode forsvandt den stort set fra landet. I historisk tid er naturlige populationer kun kendt fra Suså-systemet, specielt søerne nær Sorø. Det var også her, den sidste anerkendte vilde europæiske malle blev fanget i Danmark i 1799. Det er ikke klart, om den uddøde på grund af forurening, overfiskeri eller den køligere lille istid (ca. 1300-1850), men formodentlig skyldtes det en kombination. Den er dog blevet udsat flere steder; Kong Christian 9. udsatte flere i Sorø søerne i slutningen af 1800-tallet, og den er også siden blevet udsat af private, mest i isolerede damme, moser, naturlige søer og Put & Take-søer. Derfor har enkelte individer stadig kunne fanges. I 2000-tallet er yngel også fundet i Danmark, og man er ved at undersøge, om arten skal genudsættes i sit tidligere udbredelsesområde i Suså-systemet. I Danmark vokser den generelt langsommere, og bliver ikke helt så stor som i varmere, mere sydlige regioner. Man mener, at arten potentielt kan blive op til omkring 200 cm og 50 kg i Danmark.
Tre af de største europæiske malle, der er fanget i Danmark, er fanget i nyere tid: et individ på 14.5 kg og 138 cm i 2004, en på 16,3 kg og 120 cm i 2011, og i 2014 blev en på 33,5 kg og 177 cm fanget. De to sidste blev indleveret til AQUA Akvarium og Dyrepark i Silkeborg, hvor de levede videre. Den officielle danmarksrekord er mallen fra 2004, da fiskeren som fangede individet i 2014 (som ellers var noget større) ikke offentliggjorde det præcise fangssted, hvilket kræves. Et ikke så veldokumenteret individ fanget ved Sorø i 1797 vejede efter sigende 39 kg.

## Fodnoter
1. ↑  Palm, Stefan; Vinterstare, Jerker; Nathanson, Jan Eric; Triantafyllidis, Alexandros; Petersson, Erik (2019). "Reduced genetic diversity and low effective size in peripheral northern European catfish Silurus glanis populations". Journal of Fish Biology. 95 (6): 1407-1421. doi:10.1111/jfb.14152. ISSN 0022-1112. PMID 31597197.
2. ↑  Hansen, K.; Jensen, J.K. (2005). "Dværgmalle (Ameirus nebulosus) ynglende i det fri i Danmark" (PDF). Flora og Fauna. 111 (2): 49.
3. ↑  "Brun dværgmalle (Ameiurus nebulosus)" (PDF). Miljø- og Fødevareministeriet. 2017. Arkiveret fra originalen (PDF) 19. januar 2022. Hentet 30. juni 2022.
4. 1 2 3 4  "Mallen – gammel og ny fisk i vore søer". Danmarks Sportsfiskerforbund. 19. juni 2018. Hentet 30. juni 2022.
5. 1 2  "Ynglende maller i Danmark". Fisk & Fri. 29. juni 2020. Hentet 30. juni 2022.
6. 1 2  "Ynglende maller fundet i Danmark!". Fiske Magasinet. 4. september 2007. Arkiveret fra originalen 30. juli 2022. Hentet 30. juni 2022.
7. ↑  Fortidsuhyret fra mosen kan opleves på tæt hold i Silkeborg  – pressemeddelse fra AQUA og Presswire, 12. juli 2011 (Webside ikke længere tilgængelig)
8. ↑  "12. juli 2011, bt.dk: Har været uddød i 200 år i Danmark. Fisker fangede 'fortidsuhyre' i dansk mose". Arkiveret fra originalen 14. juli 2011. Hentet 12. juli 2011.
9. ↑  "Rekord:Kæmpefisk fanget i dansk sø". TV2. 2. juli 2014. Hentet 30. juni 2022.
10. 1 2  "Er det Danmarks største malle?". TV2 Østjylland. 2. juli 2014. Hentet 30. juni 2022.